# Generella villkorlighetsordningen för skydd av unionsbudgeten
Den generella villkorlighetsordningen för skydd av unionsbudgeten, även känd som villkorlighetsmekanismen, är en mekanism som syftar till att skydda Europeiska unionens budget vid överträdelser av rättsstatens principer i unionens medlemsstater. Mekanismen gör det möjligt för Europeiska unionens råd att hålla inne medel från budgeten om en medlemsstat anses bryta mot rättsstatens principer, ett av unionens grundläggande värden. Ett sådant beslut fattas av rådet med kvalificerad majoritet på förslag av Europeiska kommissionen efter att kommissionen har haft en dialog med den berörda medlemsstaten.

## Historia
Den 2 maj 2018 presenterade Europeiska kommissionen sitt förslag till ny flerårig budgetram för perioden 2021–2027. Som en del av förslaget ingick även en ny mekanism för att villkora medel från unionens budget med att den mottagande medlemsstaten inte inskränker rättsstatens principer. Dessförinnan hade bland annat regeringarna i Danmark, Finland, Nederländerna, Sverige och Tyskland varit pådrivande i införandet av en sådana mekanism, särskilt mot bakgrund av utvecklingen i Polen och Ungern, där regeringarna hade anklagats för diverse inskränkningar i rättsstatens principer, till exempel i de nationella domstolsväsendenas oberoende. Detta hade lett till artikel 7-förfaranden mot respektive medlemsstat med möjlighet att upphäva vissa av de rättigheter som tillkommer genom medlemskapen i unionen. Detta förfarande hade dock vid förhandlingarna om den nya fleråriga budgetramen ännu inte lett till några konkreta framsteg.
Förhandlingarna om den nya fleråriga budgetramen var till en början tröga, särskilt med tanke på följderna av Storbritanniens utträde ur Europeiska unionen den 1 februari 2020. I spåren av utbrottet av covid-19-pandemin ändrades dock förutsättningarna och i mitten av 2020 enades Europaparlamentet och Europeiska unionens råd om hela paketet av lagstiftningsakter för den fleråriga budgetramen, inklusive förslaget till förordning om villkorlighetsmekanismen och ett särskilt återhämtningsinstrument för covid-19-pandemin. När rättsakterna väl skulle antas hotade dock den polska och den ungerska regeringen med att blockera förslaget om återhämtningsinstrumentet, som krävde enhällighet, om inte förslaget om villkorlighetsmekanismen ändrades. Efter långa förhandlingar enades samtliga medlemsstaters stats- eller regeringschefer vid Europeiska rådets sammanträde den 10–11 december 2020 om att anta den nya fleråriga budgetramen och beslutet om unionens egna medel, som låg till grund för återhämtningsinstrumentet. I gengäld gav Europeiska rådet garantier om att den nya villkorlighetsmekanismen inte skulle börja tillämpas förrän förordningens lagenlighet hade granskats av EU-domstolen, något som kritiserades av Europaparlamentet med hänsyn till att Europeiska rådet saknar lagstiftande funktion och att den antagna förordningen från sitt ikraftträdande skulle vara rättsligt bindande. Europeiska rådets överenskommelse ledde till att Europeiska unionens råd kunde godkänna förordningen den 14 december 2020, dock röstade den polska och den ungerska regeringen emot förslaget, som antogs med kvalificerad majoritet. Europaparlamentet gav sitt godkännande den 16 december 2020, vilket ledde till att förordningen kunde träda i kraft den 1 januari 2021.
Både den polska och den ungerska regeringen ansåg att förordningen om villkorlighetsmekanismen stred mot unionens fördrag och väckte därför talan om ogiltigförklaring mot Europaparlamentet och rådet vid EU-domstolen den 11 mars 2021 för att få den upphävd. Ett av huvudargumenten var att förordningen, enligt dem, åsidosatte artikel 7-förfarandet som enligt fördragen är tänkt att vara det som tillämpas när en medlemsstat åsidosätter unionens grundläggande värden. I enlighet med den politiska överenskommelsen i Europeiska rådet den 10–11 december 2020 avvaktade Europeiska kommissionen med att tillämpa de nya bestämmelserna och hänvisade till att riktlinjer för tolkningen av förordningen om villkorlighetsmekanismen först skulle behöva tas fram. Samtidigt tryckte Europaparlamentet på för att mekanismen skulle aktiveras snarast möjligt mot Polen och Ungern och hänvisade till att rättsakten redan hade trätt i kraft och var rättsligt bindande. På grund av kommissionens ovilja att vidta åtgärder väckte parlamentet en passivitetstalan mot kommissionen vid EU-domstolen den 29 oktober 2021. Den 19 november 2021 inledde kommissionen slutligen villkorlighetsmekanismen mot Polen och Ungern genom att skicka skriftliga underrättelser till respektive regering om de problem som kommissionen ansåg inskränkte rättsstatens principer i respektive medlemsstat.
EU-domstolen meddelade den 16 februari 2022 att förordningen om villkorlighetsmekanismen var förenlig med fördragen. Den 2 mars 2022 presenterade kommissionen sina riktlinjer för villkorlighetsmekanismen. Den 18 september 2022 presenterade kommissionen sitt första förslag till användande av villkorlighetsmekanismen mot Ungern. Rådet beslutade den 15 december 2022, i enlighet med kommissionens förslag, att aktivera villkorlighetsmekanismen mot Ungern.

## Rättsliga bestämmelser
Villkorlighetsmekanismen regleras av en förordning som antagits av Europaparlamentet och Europeiska unionens råd. Förordningen innehåller dels en definition av innebörden av en överträdelse av rättsstatens principer, däribland som ett äventyrande av rättsväsendets oberoende, dels de åtgärder som kan vidtas vid en sådan överträdelse. Ett särskilt förfarande finns fastställt i förordningen för hur åtgärder enligt mekanismen ska genomföras. 

## Användande och genomförande
Villkorlighetsmekanismen har hittills använts en enda gång, mot Ungern. Kommissionen inledde villkorlighetsmekanismen mot både Polen och Ungern i november 2021, men gick i ett senare skede endast vidare med att aktivera mekanismen mot Ungern.

### Ungern
Kommissionen inledde villkorlighetsmekanismen mot Ungern den 19 november 2021 mot bakgrund av brister i bland annat landets arbete mot korruption och bedrägeri kopplat till medel från unionens budget. Den 18 september 2022 lade kommissionen fram ett förslag till Europeiska unionens råd om att vidta åtgärder mot Ungern inom ramen för villkorlighetsmekanismen. Rådet beslutade den 15 december 2022 med kvalificerad majoritet, i enlighet med kommissionens förslag, att aktivera villkorlighetsmekanismen mot Ungern. Beslutet innebar att 55 procent av Ungerns medel, motsvarades 6,3 miljarder euro, inom ramen för vissa av unionens program rörande bland annat miljö och energieffektiviseringar, transportpolitik och territoriell utveckling frystes. Åtgärderna inom ramen för villkorlighetsmekanismen är tillfälliga och kan upphävas av rådet på förslag av kommissionen utan att medlen går förlorade för Ungern om landet åtgärdar sina problem inom två år. I december 2024 bedömde kommissionen att Ungern inte hade vidtagit tillräckliga åtgärder för att villkorlighetsmekanismen skulle kunna hävas.